# Ophiomyxa compacta
Ophiomyxa compacta är en ormstjärneart som först beskrevs av Jean Baptiste François René Koehler 1905.  Ophiomyxa compacta ingår i släktet Ophiomyxa och familjen skinnormstjärnor. Inga underarter finns listade i Catalogue of Life.